# Glypta delicata
Glypta delicata är en stekelart som beskrevs av Dasch 1988. Glypta delicata ingår i släktet Glypta och familjen brokparasitsteklar. Inga underarter finns listade i Catalogue of Life.